# Лихогляд Микола Франкович
Микола Франкович Лихогляд (нар. 3 грудня 1959, Голубівка — пом. 11 березня 2001, Київ) — український історик і педагог, кандидат історичних наук з 1989 року, доцент з 1992 року.

## Біографія
Народився 3 грудня 1959 року в селі Голубівці Калинівського району Вінницької області. З 1977 по 1981 рік навчався на історичному факультеті Вінницького державного педагогічного інституту імені Миколи Островського. У 1980—1981 роках — лаборант, старший лаборант кафедри історії СРСР і УРСР Вінницького педагогічного інституту. У 1983—1985 роках — старший лаборант, асистент цієї ж кафедри.
У 1985—1988 роках навчався в аспірантурі Київського державного університету. 1989 року у Київському державному університеті захистив кандидатську дисертацію на тему «Українсько-молдавські історичні зв'язки в період імперіалізму» (науковий керівник професор Яків Серіщев).
У 1988—1991 роках — старший викладач кафедри історії СРСР і УРСР Вінницького державного педагогічного інституту; у 1991—1992 роках — старший викладач кафедри історії УРСР; у 1992—2001 роках — доцент кафедри історії України цього ж інституту.
Помер в Києві 11 березня 2001 року.

## Наукова діяльність
Досліджував українсько-молдовські зв'язки XIX — початку XX століття, історію Гетьманщини, Поділля. Автор понад 50 наукових праць, зокрема:
- Місце Подільського Подністров'я в економічних зв'язках України і Молдавії наприкінці XIX — початку XX століття. // VII Подільська

історико-краєзнавча конференція. — Кам'янець-Подільський, 1987;
- «Закон Божий (книга битія народу українського)» М. І. Костомарова — історичне джерело до вивчення програмових положень Українсько-слов'янського товариства Святих Кирила й Мефодія // Микола Костомаров і проблеми суспільного та культурного розвитку української нації. — Рівне, 1992.;
- І. Є. Овсінський — видатний подільський агроном // Духовні витоки Поділля: творці історії — Кам'янець-Подільський, 1994;
- Місто Вінниця в економічних зв'язках України та Молдови в пореформений період // Вінниця: минуле і сучасне.- Вінниця, 1994;
- Про формування національної та державної символіки України в період Визвольної війни середини XVII століття. // Поділля і Волинь у контексті історії українсько-національного відродження. — Хмельницький, 1995 (у співавторстві);
- Концепція окремішності української історії в перших наукових працях М. С. Грушевсьмого // Україна на шлях до свободи і незалежності. — Вінниця, 1996;
- Дипломатія Б. Хмельницького в ході національновизвольної війни українського народу середини XVII століття. // Відродження. — 1998. — № 4;
- Славетний подвиг (До річниці битви під Кругами) // Відродження. — 1998. — № 2;
- Формування нової системи політичного управління Лівобережної України — Гетьманщини XVIII століття. // Україна: минуле, сьогодення, майбутнє. — Київ, 1999;
- Проникнення товарно-грошових відносин у селянське господарство Лівобережної та Слобідської України в період розкладу феодалізму і генезису індустріального суспільства (друга половина XVIII століття. // Наумові записки. Серія: Історія. — Вінниця, 1999. — Випуск 1;
- Особливості торгівлі між Лівобережною Україною та Молдовою в II половині XVIII століття.// Наумові записки. Серія: Історія. — Вінниця, 2000. — Випуск 2.